# 加藤精神

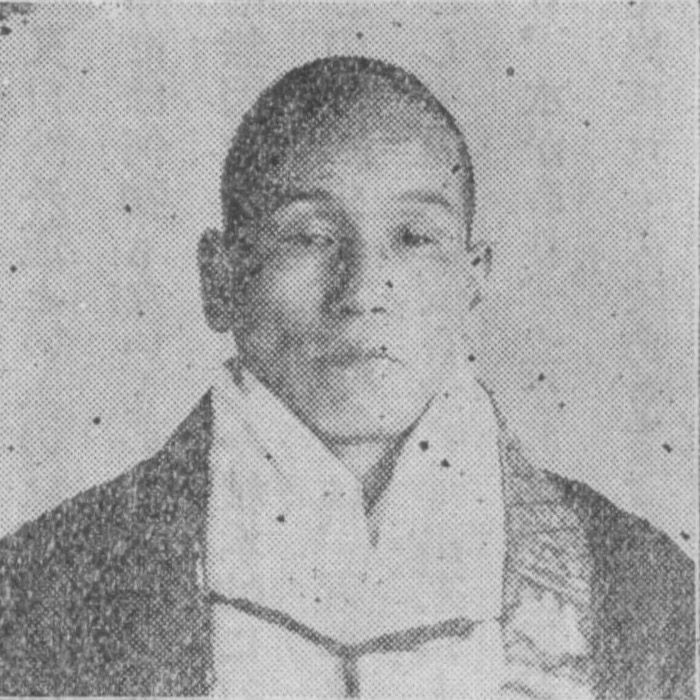
1928年ごろ

加藤 精神（かとう せいしん、明治5年9月29日〈1872年10月31日〉 - 昭和31年〈1956年〉10月18日）は、真言宗豊山派の学僧、仏教学者、文学博士、大正大学名誉教授。

## 略歴
愛媛県伊予郡北伊予村生まれ。1882年10月、石手寺に入り、翌年得度した。1887年精神と改名し、上京する。1891年、哲学館（現在の東洋大学）を卒業した後、さらに1893年に新義派大学林（後に大正大学に吸収合併）を卒業。奈良の長谷寺にて研鑽を積み、1897年権大僧都に任命される。1908年から豊山大学教授を務め、1918年より豊山大学第2代、1923年より第3代学長。大正大学創立とともに同大教授となり、1927年4月、東洋大学教授となる（仏教科主任）。他東京帝国大学、立正大学講師を歴任。さらに、1934年より大正大学（第5代）、1940年より第8代学長歴任し、1952年より東洋大学学長（第18代）、1955年に同学長（第19代）を再任したが、学長在任中に順天堂病院滝野川分院で逝去した。

## 家族
子の加藤純隆、孫の加藤精一も学僧、仏教学者である。

## 著書
- 『大日如来の研究』豊山公論社 1916
- 『密教と現代思潮』伝道叢書 豊山派宗務所教学部 編. 新興社 1920
- 『観音経通俗講話』新興社 1926
- 『仏教哲理の発達』大東出版社 1932
- 『般若理趣経講説』(日本宗教講座) 東方書院 1934
- 『弘法大師伝の新研究』私家版 1936
- 『般若理趣経研精録』秋渓文庫, 1938
- 『観音経講話』有光社 1940
- 『大乗仏教の起原及び発達』大蔵出版 1957

### 著作集
- 『加藤精神著作集　密教学論』加藤純隆編（世界聖典刊行協会、1978年）

### 翻訳
- 『三教指帰』岩波文庫 訳註 1935、復刊1987ほか
- 『國譯一切経 印度撰述部 瑜伽部』大東出版社 1928-36
- 『国訳一切経 和漢撰述 第29 論疏部』大東出版社 1958

### 論文
- CiNii>加藤精神
- INBUDS>加藤精神